# Rivière Bignell (rivière Waconichi)
Pour les articles homonymes, voir Bignell.
Ne doit pas être confondu avec Rivière Bignell (rivière Godbout).
La rivière Bignell est un affluent de la rive sud-est du lac Waconichi, coulant dans la municipalité de Eeyou Istchee Baie-James, dans la région administrative du Nord-du-Québec, au Québec, au Canada.
La rivière Bignell coule entièrement dans la réserve faunique des Lacs-Albanel-Mistassini-et-Waconichi. Son cours traverse les cantons de Bignell et d'O'Sullivan.
La vallée de la rivière Bignell est desservie par la route 167 (se dirigeant vers du nord-est) venant de Chibougamau qui longe la rive sud-est du lac Waconichi ; un pont de cette route enjambe la rivière Bignell près de son embouchure. Cette route vers le nord en passant du côté Est du lac Mistassini et du lac Albanel.

## Géographie
Les bassins versants voisins de la rivière Bignell sont :
- côté nord : lac Waconichi, rivière Waconichi, baie du Poste (lac Mistassini), rivière Mistassini, rivière à la Perche (lac Mistassini), rivière Chalifour ;
- côté est : rivière Boisvert (rivière Normandin), lac Duberger, lac du Terrier, lac des Canots, lac Laganière, rivière de la Petite Meule, rivière du Chef ;
- côté sud : lac Ida, rivière Nepton Nord, lac Chibougamau, rivière Armitage, ruisseau Villefognan, rivière Boisvert (rivière Normandin) ;
- côté ouest : lac Éva, lac Ida, ruisseau Bordeleau, lac Waconichi, rivière Chébistuane, rivière Chibougamau[2].

La rivière Bignell prend sa source du lac Bignell (longueur : 4,7 km ; altitude : 445 m) situé dans la réserve faunique des Lacs-Albanel-Mistassini-et-Waconichi, à 3,8 km à l'ouest de la limite de la MRC de Maria-Chapdelaine) (région administrative du Saguenay-Lac-Saint-Jean).
La source de la rivière Bignell est située à :
- 12,3 km au sud-est de l'embouchure de la rivière Bignell (confluence avec le lac Waconichi) ;
- 42,4 km au nord-est du centre-ville de Chibougamau ;
- 39,1 km au sud-est du centre du village de Mistissini (municipalité de village cri) ;
- 22,1 km au nord-est du lac Chibougamau[2].

À partir de l'embouchure du lac Bignell, le courant de la rivière Bignell coule sur environ 18 km généralement vers le sud-ouest en zone forestière selon les segments suivants :
- 2,0 km vers le nord dans le canton de Bignell et courbant vers l'ouest et en recueillant la décharge (venant du nord) de lacs non identifiés ;
- 7,9 km vers le nord, en formant un petit crochet vers l'ouest en début de segment, puis continuant presque en ligne droite, jusqu'à la décharge (venant de l'Est) d'un lac non identifié ;
- 1,4 km vers le nord, jusqu'à la limite nord du canton de Bignell ;
- 1,3 km vers le nord dans le canton d'O'Sullivan, en formant une courbe vers l'est, jusqu'à la décharge (venant du sud-ouest) d'un lac non identifié ;
- 4,7 km vers le nord-ouest en serpentant et notamment en traversant sur 1,6 km un lac non identifié (altitude : 397 m), jusqu'à l'embouchure de la rivière[2].

L'embouchure de la rivière Bignell (confluence avec le lac Waconichi) est située à :
- 7,4 km au sud-ouest de l'embouchure de la rivière Waconichi (confluence avec la baie du Poste (lac Mistassini)) ;
- 25,6 km au sud-est de l'embouchure de la baie du Poste (lac Mistassini), correspondant au village de Mistissini (municipalité de village cri) ;
- 99,5 km au sud de l'embouchure du lac Mistassini (entrée de la baie Radisson et début de la rivière Rupert) ;
- 47,3 km au nord-est du centre-ville de Chibougamau ;
- 375 km à l'est de la confluence de la rivière Rupert et de la baie de Rupert[2].

La rivière Bignell se déverse au fond d'une petite baie (longueur : 0,7 km de la rive sud-est du lac Waconichi. À partir de l'embouchure de la rivière Bignell, le courant coule vers le nord-est sur 3,1 en traversant la partie eu lac Waconichi, puis il suit le cours de la rivière Waconichi, traverse la baie du Poste (lac Mistassini) vers le nord et le lac Mistassini vers le nord. À partir de l'embouchure du lac Mistassini, le courant emprunte le cours de la rivière Rupert (via la baie Radisson), jusqu'à la baie de Rupert.

## Toponymie
La désignation toponymique « rivière Bignell » est utilisée depuis au moins 1958 et est associé au plan d'eau de tête « lac Bignell ». La désignation « ruisseau Bignell » a été remplacée par « Rivière Bignell ».
Le toponyme « rivière Bignell » a été officialisé le 7 mai 2003 à la Banque des noms de lieux de la Commission de toponymie du Québec.